# Arvid Wallinder

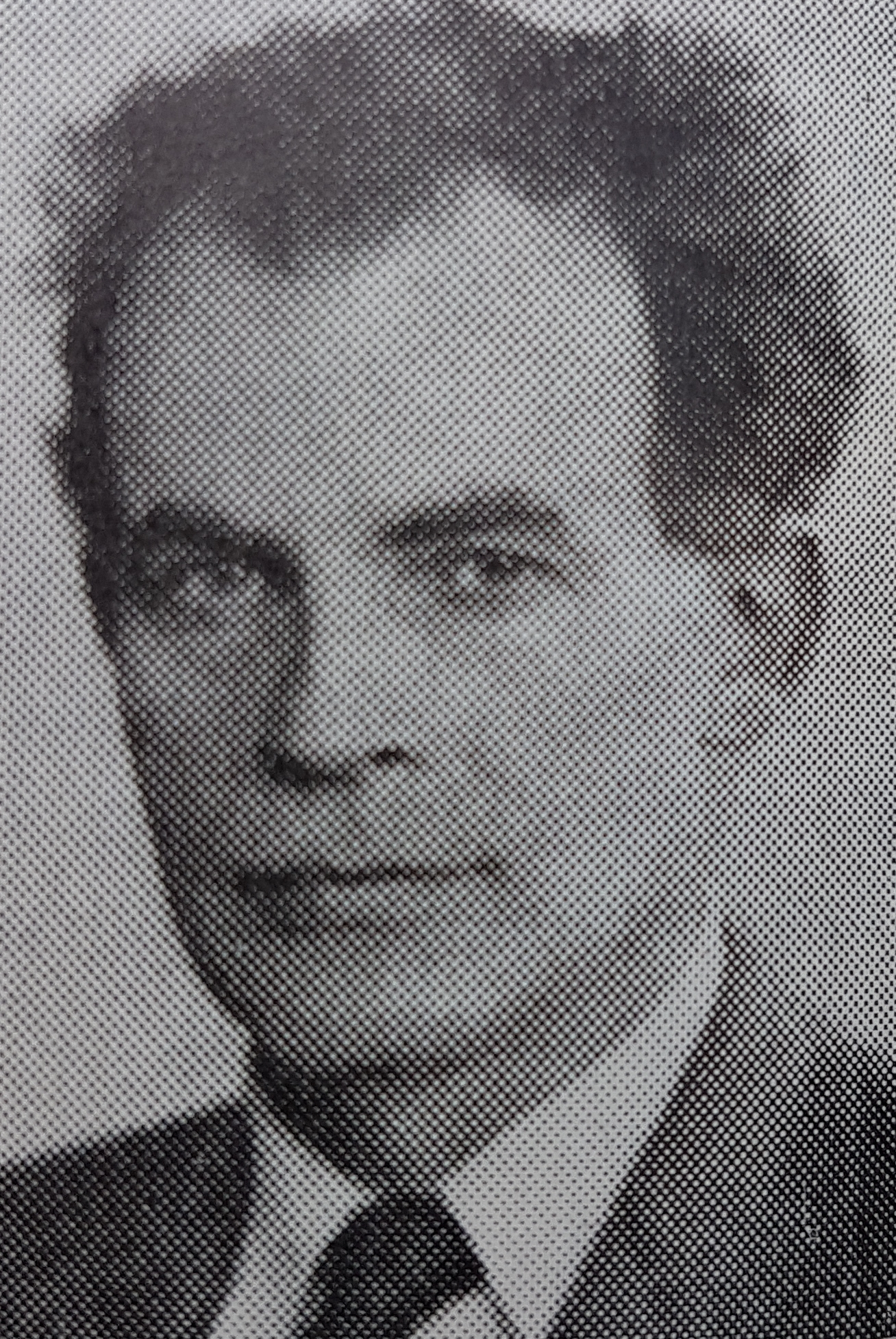

Arvid Eugén Wallinder, född 25 juli 1905 i Älmhult, Kronobergs län, död 1987, var en svensk målare, tecknare och teckningslärare.
Han var son till lokföraren Jonas Wallinder och Gurly Carlsson och gift med Märtha Alice Linnea Falkenström. Wallinder studerade vid Tekniska skolan 1923–1924 och vid Berggrens målarskola 1944–1946 samt vid olika målarskolor under vistelser i utlandet, bland annat för André Lhote och vid Académie de la Grande Chaumière i Paris. Separat ställde han bland annat ut i Eksjö, Vetlanda, Värnamo, Oskarshamn, Tranås, Växjö och ett flertal gånger i Nässjö samt på Konstsalong Rålambshof i Stockholm. Tillsammans med Arvid Källström ställde han ut på Galerie S:t Nikolaus i Stockholm och tillsammans med Eric Samils i Umeå. Han medverkade i Liljevalchs konsthalls Stockholmssalong 1965 och några gånger med Smålands konstnärsförbunds utställningar i Värnamo. Bland hans offentliga arbeten märks väggmålningen Sagor och fabler i Runnerydsskolan, väggmålningen Kristi liv i Församlingshemmet i Nässjö, målningar i Nässjö läroverk, glasmosaiker i Oskarshamns folkhögskola, konstverket Firenze och Anzio på Länslasarettet i Jönköping samt en altartriptyk till Lannaskede-Myresjö kyrka. Hans konst består av miljöbilder med eller utan figurer, folklivsskildringar, figurstudier, interiörer, porträtt, stilleben och landskap utförda i olika tekniker. Vid sidan av sitt eget skapande tjänstgjorde han periodvis som teckningslärare. Wallinder är representerad vid bland annat Nässjö kommun och Folkets hus i Nässjö.